# Jo Smeets (handballer)
Johan (Jo) Smeets (Hasselt, 20 juli 1959) is een Belgisch handbalcoach en voormalig handballer.

## Biografie
Smeets begon zijn handbalcarrière bij Initia Hasselt. In 1985, toen hij bij Initia Hasselt speelde, werd hij uitgeroepen tot speler van het jaar. In 1986 vertrok hij naar Sittardia, waar hij in de eredivisie uitkwam. In 1988 ging hij weer terug naar België, waar hij bij Neerpelt en Sasja heeft gespeeld. Als reden voor zijn vertrek bij Sittardia, gaf Smeets aan dat het niet meer mogelijk was om zijn werkzaamheden te doen en te handballen in Sittard.
Nadat Smeets zijn spelerscarrière afsloot bij Sasja, werd hij in 1998 de nieuwe trainer van de net-opgerichte BFC. De doelstelling om te plaatsen voor de nacompetitie lukt het eerste seizoen. Echter plaatste BFC zich de twee seizoenen erna niet voor de kampioenspoule, waarna Smeets en BFC uit elkaar gingen. Hij vervolgde zijn trainerscarrière bij Meeuwen.
Als hij bij de dames Initia Hasselt in 2012 aan de slag ging, wist hij als trainer het team tweemaal landskampioen te maken en de beker te winnen. In 2017 stopte Smeets bij Initia Hasselt en volgde Harold Nüsser op bij Bevo HC en won in zijn eerste jaar met Bevo HC de Nederlandse beker. In 2018 werd hij voor de tweede keer assistent-bondscoach van het Belgisch nationaal team.
In oktober 2021 stopte Smeets als assistent-coach bij de nationale ploeg. Niet veel later, in november 2021, vertrok Smeets ook bij Bevo HC vanwege tegenvallende resultaten in het begin van het seizoen. Een jaar later dat Smeets wegging bij Bevo HC werd hij voor de tweede keer trainer van het Beekse BFC. Na één seizoen vertrok Smeets bij BFC.
In november 2023 werd Smeets aangesteld als nieuwe coach van het damesteam van Vlug en Lenig als opvolger van Harold Nüsser.
1. Bram van Grunsven ·
2. Sybren Stijweg ·
8. Guus van den Heuvel ·
9. Nick de Kuyper ·
10. Jordin van Berlo ·
11. Niels Poot ·
12. Mika Schoolmeesters ·
14. Max de Lange ·
15.  Kobe Serras ·
18. Jeroen van den Beucken ·
19. Nick van den Beucken ·
21. Joris Gille ·
23. Niek Jordens ·
69. Ivo Verberne ·
79. Dario Polman ·
Coach:  Jo Smeets
· Assistent-coach: Lambert van Berlo
2. Sybren Stijweg ·
4. Martijn Poot ·
5. Teun Krol ·
6. Daniel Eggert ·
7.  Tyrone van Dalen ·
8. Pim Augustinus ·
9. Nick de Kuyper ·
10. Jordin van Berlo ·
11. Niels Poot ·
12. Bram van Grunsven ·
13. Ron Klemann ·
14. Max de Lange ·
15.  Kobe Serras ·
16. Arjan Versteijnen ·
17. Daan Timmermans ·
18. Jeroen van den Beucken ·
19. Nick van den Beucken ·
20. Bram Knippenbergh ·
21. Myron Smits ·
23. Niek Jordens ·
25.  Yme Bertels ·
31. Martijn ten Velde ·
41. Melle van Katwijk ·
51. Luuk Santing ·
71. Kaj Geenen ·
79. Dario Polman ·
Coach:  Jo Smeets
· Assistent-coach: Lambert van Berlo
1. Mark van den Beucken ·
2. Sybren Stijweg ·
4. Joost Rombouts ·
6. Sjuul Rutten ·
7.  Vuk Stevanovic ·
8. Pim Augustinus ·
9.  Yuri Hiliuk ·
10. Jordin van Berlo ·
11. Niels Poot ·
12. Bram van Grunsven ·
13. Ron Klemann ·
14. Gergö Lovas ·
15.  Quinten Colman ·
16. Martijn ten Velde ·
17. Stefan van Gils ·
18. Jeroen van den Beucken ·
19. Nick van den Beucken ·
20. Bram Knippenbergh ·
21. Myron Smits ·
23. Niek Jordens ·
26. Guus van den Heuvel ·
32. Peter Schoenaker ·
79. Dario Polman ·
Coach:  Jo Smeets
Björn Alberts ·
Richard Curfs ·
 Iwein Delanghe ·
Gerben Dijkstra ·
Bart Eijkenboom ·
Bart Hofmeyer ·
Ralf Kerkhoffs ·
 Blagoje Krstev ·
Steven Lichteveld ·
Dennis Mennens ·
Tim Mullens ·
Guy Peters ·
Roy Reusaet ·
Coach:  Jo Smeets
Richard Curfs ·
Bart Eijkenboom ·
Marcel Eurelings ·
Bart Hofmeyer ·
Ralf Kerkhoffs ·
 Blagoje Krstev ·
Maik Onink ·
Guy Peters ·
 David Polfliet ·
 Tom Quintiens ·
Roy Reusaet ·
Bart Voogels ·
Coach:  Jo Smeets
1. Dick Mastenbroek ·
2. Guy Peters ·
3. Richard Curfs ·
4. Ralph Kerkhoffs ·
5. Roy Reubsaet ·
6.  Adeyemi George ·
8. Maik Onink ·
9. Niek Storken ·
10. Marcel Eurelings ·
11. Marco Hauben ·
12. Bart Sillen ·
13. Bart Hofmeyer ·
14.  Johan Lindahl ·
15.  Ifeany Okpocha ·
17. Maurice Muris ·
18. Fred Kerbusch ·
19. Arjan Olsen ·
20. Swen Kikken ·
21. Michiel Heijmans ·
23. Hans Kerbusch ·
Coach:  Jo Smeets
Ed van Amen ·
 Luc Brouwers ·
Guido Corsten ·
Rian Dekker ·
Huub Eurlings ·
Roel Goffin ·
Igor Janssen ·
Jos Kölhen ·
Peter Portengen ·
Harry Schonbrodt ·
Lambert Schuurs ·
 Jo Smeets ·
Leon Tummers ·
Remco Vijgenboom ·
Marc van de Walle ·
Coach: Bert Bouwer
Ed van Amen ·
 Luc Brouwers ·
Rian Dekker ·
Huub Eurlings ·
Maurice Jansen ·
Igor Janssen ·
Jos Kölhen ·
Peter Portengen ·
Harry Schonbrodt ·
Lambert Schuurs ·
Wien Schmeitz ·
 Jo Smeets ·
Leon Tummers ·
Remco Vijgenboom ·
Marc van de Walle ·
Hans Wiltenburg ·
Coach: Bert Bouwer